# Sun Public License
Sun Public License (SPL) es una licencia de software que se aplica al software de código abierto lanzado por Sun Microsystems (como NetBeans antes de la versión 5.5). 
Ha sido aprobado por la Free Software Foundation (FSF) como una licencia de software libre, y por la Open Source Initiative (OSI) como una licencia de código abierto. 
Se deriva de la Licencia Pública Mozilla.
Esta licencia ha sido reemplazada por la Licencia Común de Desarrollo y Distribución, que también se deriva de la MPL. 